# Acalypha codonocalyx
Acalypha codonocalyx é uma espécie de flor do gênero Acalypha, pertencente à família Euphorbiaceae.